# Schweighouse-Thann
Schweighouse-Thann (deutsch Schweighausen bei Thann) ist eine französische Gemeinde mit 745 Einwohnern (Stand 1. Januar 2022) im Département Haut-Rhin in der Region Grand Est (bis 2015 Elsass). Sie gehört zum Arrondissement Thann-Guebwiller und zum Kanton Cernay.

## Geografie
Die Gemeinde liegt etwa zehn Kilometer westlich von Mulhouse. Die Doller bildet die südliche Gemeindegrenze von Schweighouse-Thann, ihr Zufluss Baerenbach durchquert das Gemeindegebiet.

## Bevölkerungsentwicklung
| Jahr      | 1962 | 1968 | 1975 | 1982 | 1990 | 1999 | 2010 | 2019 |
| Einwohner | 457  | 509  | 601  | 601  | 658  | 683  | 712  | 752  |

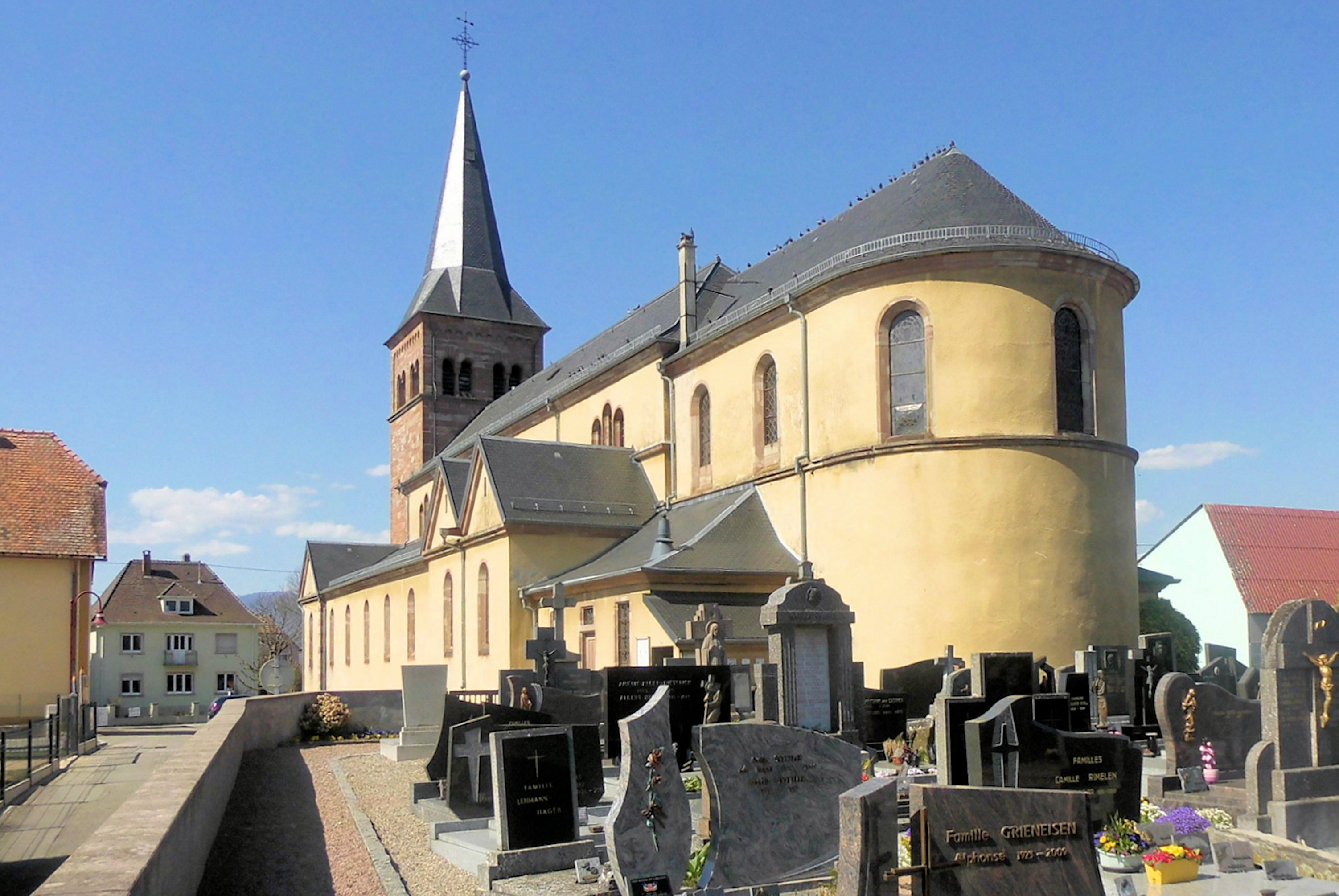
Kirche Saint-Nicolas
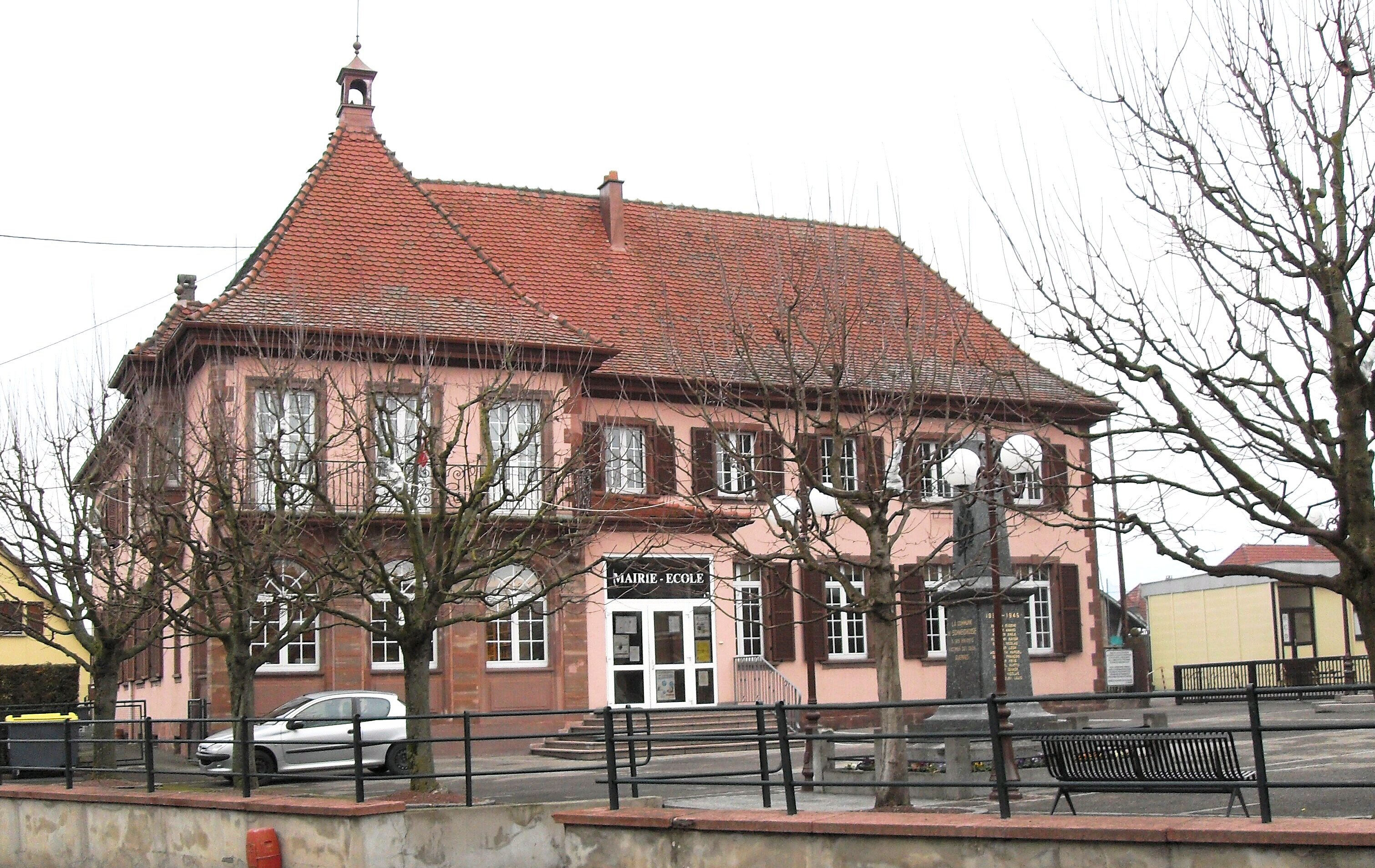
Rathaus- und Schulgebäude
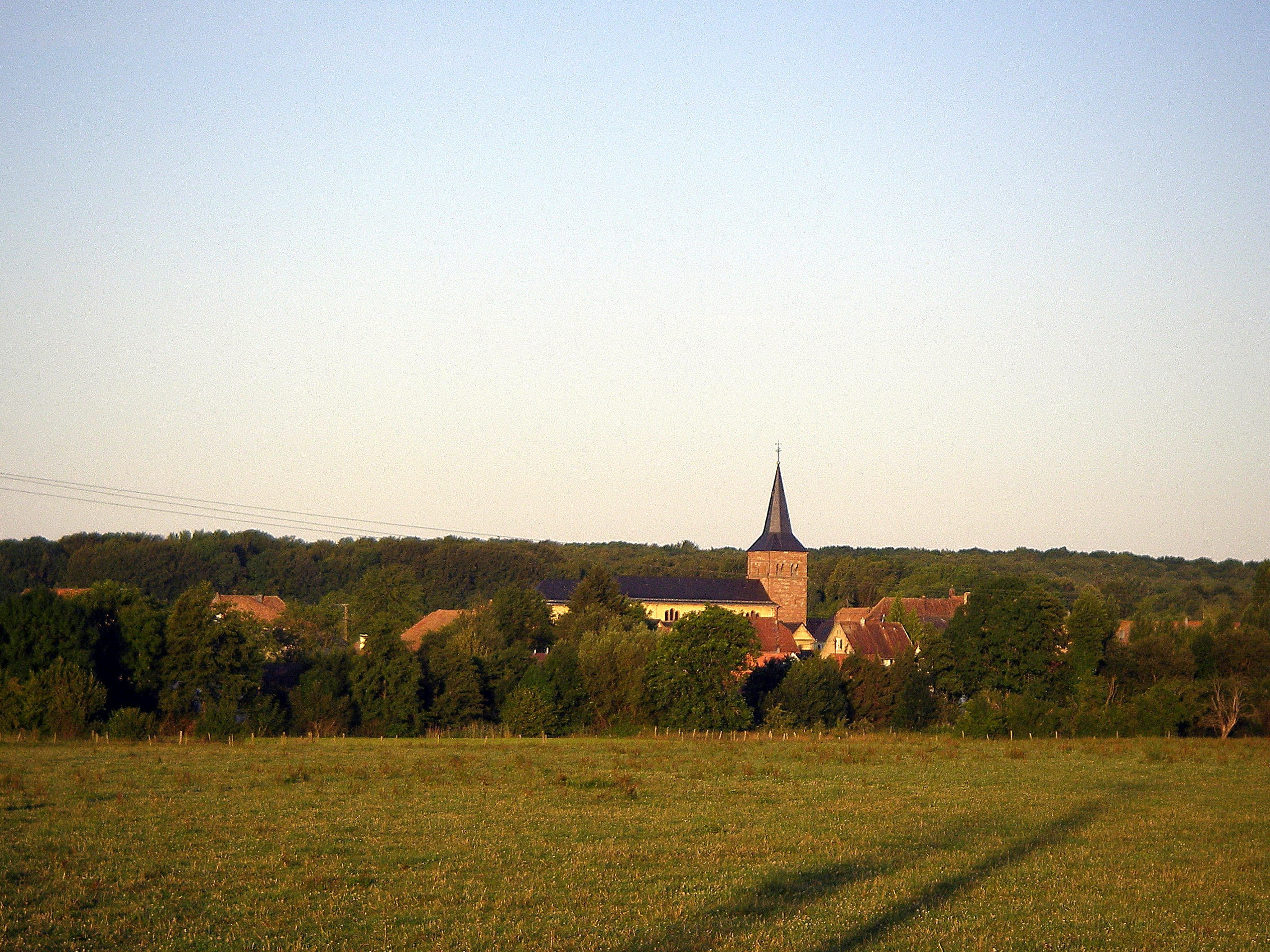
Blick auf Schweighouse-Thann, in deren Mitte Saint-Nicolas
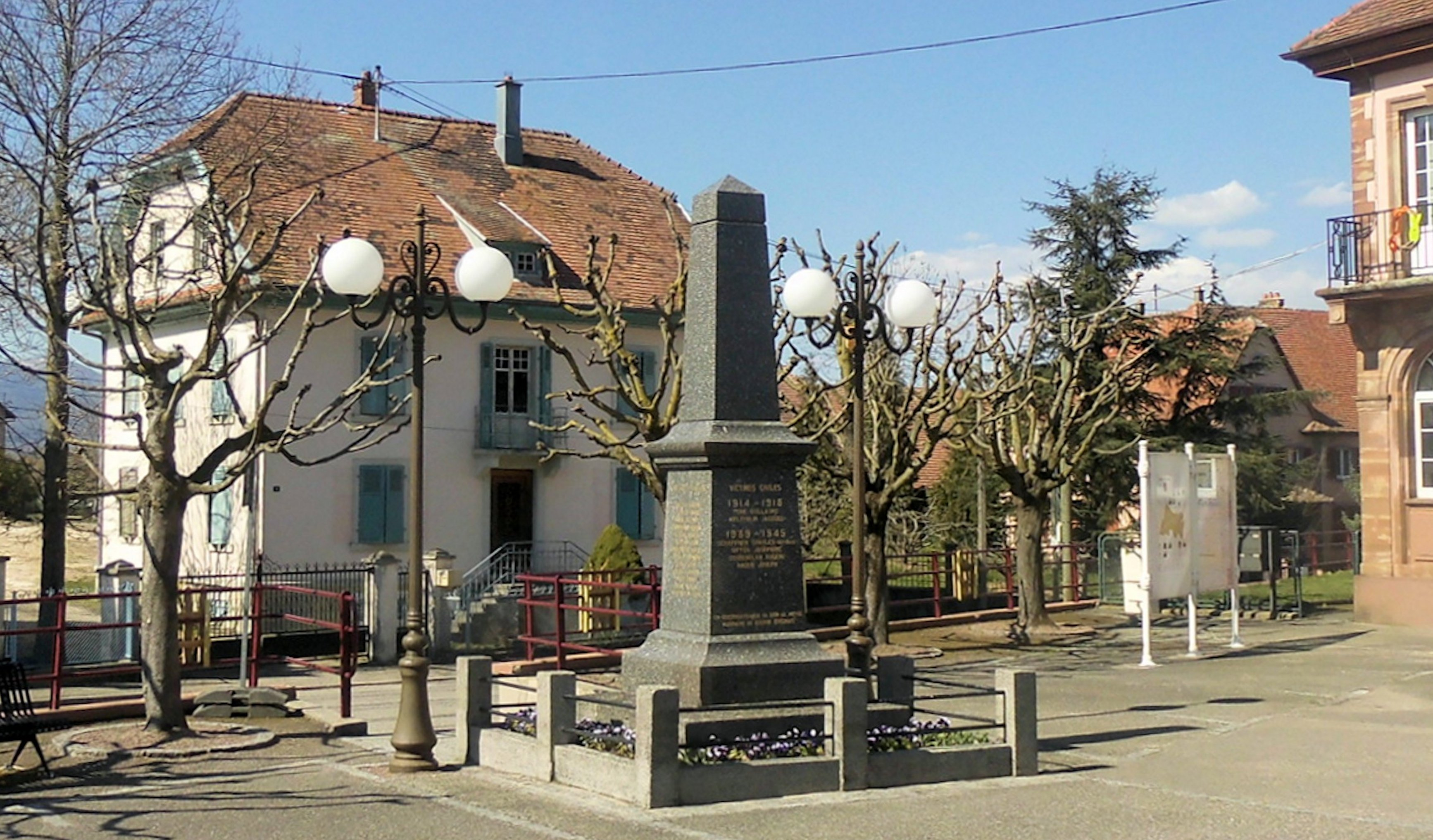
Gefallenendenkmal

## Persönlichkeiten
- Geburtsort der Henriette von Oberkirch (* 5. Juli 1754 in Schweighouse (dt.: Schweighausen) bei Thann im Elsass; † 10. Juni 1803 in Straßburg), besser bekannt als Baronne d’Oberkirch, war eine geborene Waldner von Freundstein
- Geburtsort von Theodor Graf Waldner von Freundstein, (* 27. November 1786 in Schweighouse (dt.: Schweighausen) bei Thann im Elsass; † 1864); deutsch-französischer Adeliger und Militär, Schlossherr zu Weinheim und Limburgerhof. Die Waldner von Freundstein sind ein alteingesessenes elsässisches Adelsgeschlecht. Ihr zerstörtes Stammschloss Freundstein bei Goldbach, die höchstgelegene Burg des Elsass, befindet sich bis heute im Besitz der Familie.

## Untergegangenes Schloss von Schweighouse-Thann
Die Befestigung stammte aus dem 14. Jahrhundert und wurde von der Familie Hack aus Schweighouse bis zu ihrem Verlöschen genutzt. Sie wurde anschließend durch die Familie Waldner gehalten und baulich erweitert. Am Gebäude wurde in den Jahren 1569–1571 sowie 1626–1628 und 1715 gebaut. Während der Französischen Revolution 1801 und später nochmals 1837 wurden die Bauten teilweise zerstört. Die letzten Spuren gingen während des Ersten Weltkriegs 1914–1918 verloren.